# Ron Rubin
Ron Rubin (* 8. Juli 1933 in Liverpool; † 14. April 2020 in Hampstead (London)) war ein britischer Jazzmusiker (Piano, Kontrabass).

## Leben und Wirken
Rubin besuchte das Liverpool College und setzte seine Ausbildung an der Law School fort; seine Hauptinteressen galten jedoch der Jazzmusik. Schließlich brach er das Studium ab und wurde Soldat in der Armee. 1959 lernte er seine zukünftige Frau Marie im Jacaranda Club kennen; 1961 zog das Paar nach London und ließ sich in Hampstead nieder.
1957 war er erstmals im Cavern Club von Liverpool mit Skiffle-Bands aufgetreten, doch in London war er im Zentrum der britischen Jazzwelt und spielte mit einer Vielzahl von Bands sowohl auf Klavier als auch auf Kontrabass. Dazu gehörten die Bands von Dick Williams, Brian Leake, die Digby Fairweather-Sandy Brown-Band, Mike Taylor, die Group Sounds Five und die von Bruce Turner, mit denen er auch gastierende amerikanische Musiker begleitete.
Erste Aufnahmen Rubins entstanden 1961  mit der Glyn Morgan Band. 1968 zogen er und Marie mit ihren vier Kindern sogar nach Mallorca und blieben drei Jahre. Rubin trat dort im Indigo Jazz Club in Palma de Mallorca auf, den zuvor Ronnie Scott und Robert Graves eröffnet hatten. Er tourte mit Musikern wie Lennie Best, John Picard, Sandy Brown, Colin Purbrook, Alex Welsh und Wild Bill Davison; ferner begleitete er auch Sänger und Interpreten wie Billy Eckstine und Donald Swann. Er machte regelmäßige Aufnahmen mit Humphrey Lyttelton und war vier Jahre bei George Melly und John Chiltons Feetwarmers, zuerst am Bass, dann am Klavier.
Daneben betätigte er sich als humoristischer Haiku- und Limerick-Schriftsteller. Im Bereich des Jazz war er laut Tom Lord zwischen 1961 und 1992 an 25 Aufnahmesessions beteiligt, u. a. auch mit Susannah McCorkle (The Quality of Mercer), Earl Warren/Dicky Wells, Tony Coe (Coe-Existence) und Snub Mosley (Live at Pizza Express, 1978).